# جبل اللوز الطيال

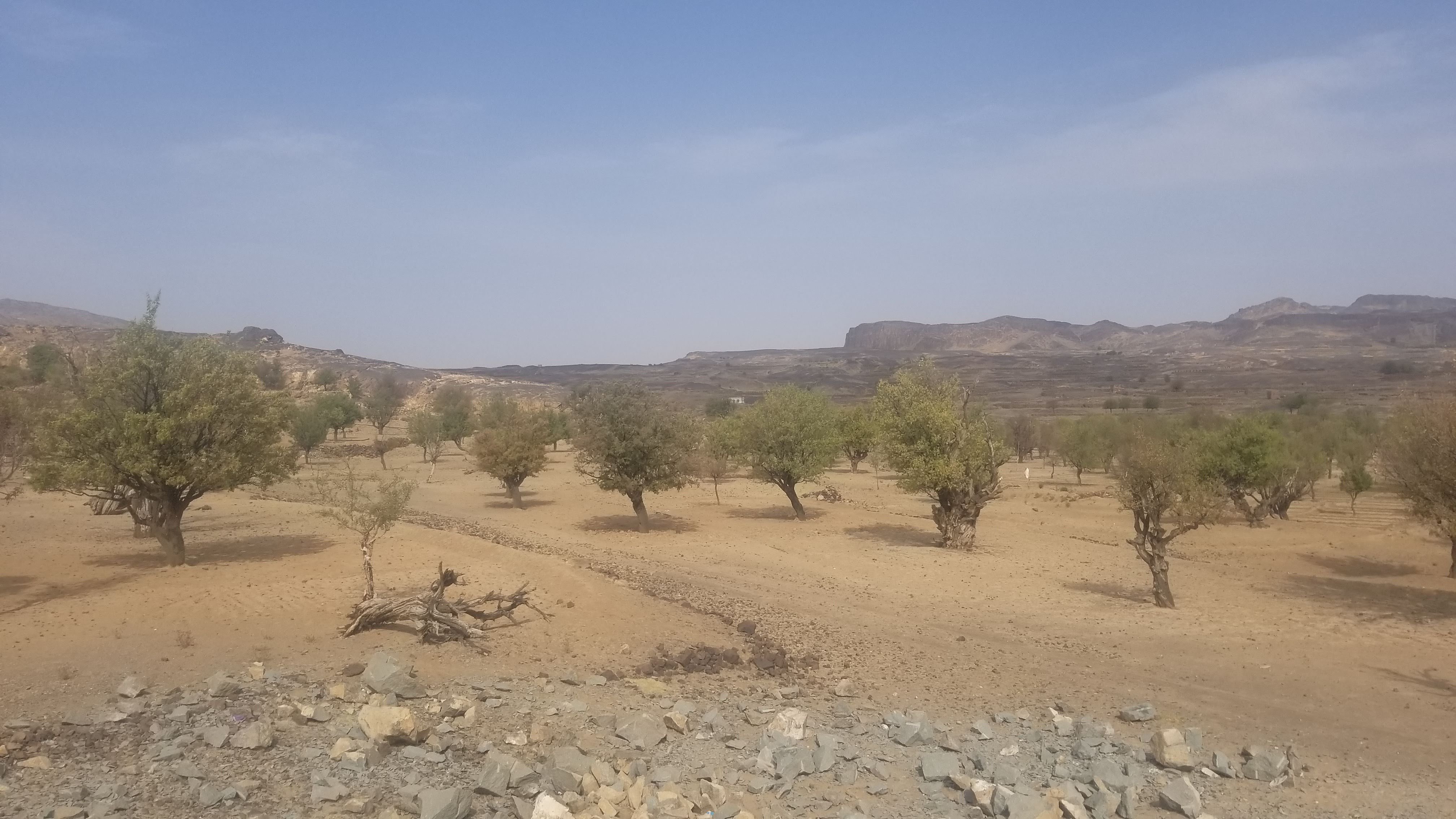
الشراوي- بني عمر- جبل اللوز- خولان

جبل اللوز وهو جبل يقع في عزلة جبل اللوز،مديرية الطيال، التابعة لمحافظة صنعاء، ويبلغ ارتفاعه 3344 متر فوق مستوى سطح البحر 